# 太原承宣
太原承宣（越南语：／），是越南后黎朝十三承宣之一，下辖三府八县七州，東接諒山承宣、中國廣西等處承宣布政使司，東南同京北承宣相交，西南毗山西承宣，西連宣光承宣。

## 建置沿革
明永乐五年（1407年），明朝征服安南。同年六月，在安南太原镇设置太原直隶州，由交趾等处承宣布政使司管辖。次年（1408年）冬，太原直隶州升为太原府，领富良县、司农县、武礼县、洞喜县、永通县、宣化县、弄石县、大慈县、安定县、感化县、太原县11县。宣德二年（1427年），黎利推翻明朝在安南的统治，建立了后黎朝，分全国为五道，以太原之地属北道，沿用陈制，改为太原路。
光顺七年（1466年）六月，黎圣宗划分天下为十二承宣，改太原路为太原承宣。光顺十年（1469年）四月，黎圣宗重划承宣，改太原承宣为宁朔承宣，下辖1府7县。洪德四年（1473年），復改寧朔承宣為太原承宣，後增領為3府，共8县7州。洪德二十一年（1490年）四月，黎圣宗下令绘制各承宣地图（划定版图），各承宣改题为“处”，太原承宣为太原处，黎襄翼帝洪順年間，改稱為鎮。
南北朝時太原鎮隸屬於莫朝，黎世宗光興十五年（1592年）黎軍收復除高平府外的所有土地，黎熙宗永治二年（1677年）鄭弘祖鄭柞滅亡莫朝殘餘勢力，黎廷遂以高平府地析出太原鎮為高平鎮，太原鎮仍領富平、通化二府。
至西山朝、阮初太原鎮皆屬北城所轄，直至阮聖祖明命十二年（1831年）北城諸鎮撤鎮設省，太原鎮撤改為太原省。

## 行政区划
太原承宣下轄3府，共8縣7州。鎮蒞初設在司農縣南的亨山。
- 富平府，轄8县2州：
  - 普安县
  - 大慈县，属明大慈县。
  - 司农县，属明司农县。
  - 平泉县，古平原縣。
  - 洞喜县，属明洞喜县。
  - 富良县，属明富良县。
  - 文朗县，属明时期，有文朗寨。黎初置县。
  - 定化州，属明宣化县。
  - 武崖州，李朝万崖州，属明分为武礼县、万崖州。黎初，合并为武崖县，后改为武崖州。
- 通化府，辖1县1州：
  - 感化县，属明感化县。
  - 白通州，属明永通县。
- 高平府，黎朝光顺初年，称北平府，洪德年间改高平府[4]，轄四州：
  - 上琅州，属明上思琅州。
  - 下琅州，属明下思琅州。
  - 石林州，属明太原县。
  - 广渊州，属明广源州。